# Església Parroquial de la Mare de Déu del Roser d'Alfauir
L'Església Parroquial de la Mare de Déu del Roser d'Alfauir és un monument religiós, que està ubicat al carrer Major s/n del municipi d'Alfauir, a la comarca de la Safor, província de València, que està declarat Bé de Rellevància Local, amb codi 46.25.023-003.
Es tracta d'un edifici religiós construït durant la primera meitat del segle xx, en concret el 1930. En ell se situa la parròquia de Nostra Senyora del Rosari de la població d'Alfauir, que pertany actualment a l'arxiprestat 33, anomenat de "Sant Francesc de Borja", de la Vicaria VIII: La Safor-la Valldigna-La Marina, de l'Arquebisbat de València.